# 1916-os indianapolisi 500

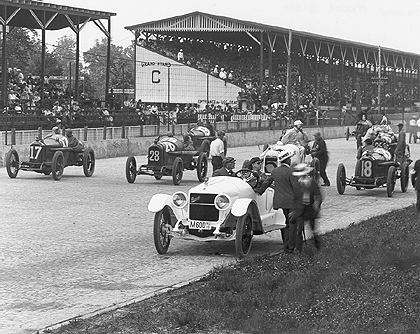
1916-ban

A 6. alkalommal megrendezett Indianapolisi 500 mérföldes versenyt 1916. május 30-án rendezték meg.
| Helyezés | Rajthely | Rajtszám | Versenyző          | Qual   | Rank | Körök száma | Élen | Kiesés oka     |
| -------- | -------- | -------- | ------------------ | ------ | ---- | ----------- | ---- | -------------- |
| 1        | 4        | 17       | Dario Resta        | 94.400 | 4    | 120         | 103  | Running        |
| 2        | 10       | 1        | Wilbur D'Alene     | 90.870 | 11   | 120         | 0    | Running        |
| 3        | 20       | 10       | Ralph Mulford      | 91.090 | 10   | 120         | 0    | Running        |
| 4        | 14       | 14       | Josef Christiaens  | 86.080 | 16   | 120         | 0    | Running        |
| 5        | 5        | 15       | Barney Oldfield    | 94.330 | 5    | 120         | 0    | Running        |
| 6        | 9        | 4        | Pete Henderson     | 91.330 | 9    | 120         | 0    | Running        |
| 7        | 6        | 29       | Howdy Wilcox       | 93.810 | 6    | 120         | 0    | Running        |
| 8        | 17       | 26       | Art Johnson        | 83.690 | 19   | 120         | 0    | Running        |
| 9        | 15       | 24       | William Chandler   | 84.840 | 17   | 120         | 0    | Running        |
| 10       | 13       | 9        | Ora Haibe          | 87.080 | 15   | 120         | 0    | Running        |
| 11       | 19       | 12       | Tom Alley          | 82.040 | 21   | 120         | 0    | Running        |
| 12       | 21       | 8        | Louis Chevrolet    | 87.690 | 13   | 82          | 0    | Rod            |
| 13       | 3        | 28       | Gil Anderson       | 95.940 | 3    | 75          | 0    | Oil line       |
| 14       | 18       | 25       | Dave Lewis         | 83.120 | 20   | 71          | 0    | Gas tank       |
| 15       | 1        | 18       | Johnny Aitken      | 96.690 | 1    | 69          | 8    | Szelepek       |
| 16       | 12       | 21       | Jules Devigne      | 87.170 | 14   | 61          | 0    | Crash NC       |
| 17       | 7        | 27       | Tom Rooney         | 93.390 | 7    | 48          | 0    | Crash T1       |
| 18       | 11       | 7        | Arthur Chevrolet   | 87.740 | 12   | 35          | 0    | Magneto        |
| 19       | 8        | 19       | Charlie Merz       | 93.330 | 8    | 25          | 0    | Lubrication    |
| 20       | 2        | 5        | Eddie Rickenbacker | 96.440 | 2    | 9           | 9    | Steering       |
| 21       | 16       | 23       | Aldo Franchi       | 84.120 | 18   | 9           | 0    | Engine trouble |